# Rybaxis laminata
Rybaxis laminata är en skalbaggsart som först beskrevs av Victor Ivanovitsch Motschulsky 1836.  Rybaxis laminata ingår i släktet Rybaxis, och familjen kortvingar. Arten är reproducerande i Sverige.